# Allonemobius maculatus
Allonemobius maculatus är en insektsart som först beskrevs av Willis Blatchley 1900.  Allonemobius maculatus ingår i släktet Allonemobius och familjen syrsor. Inga underarter finns listade i Catalogue of Life.